# Unione cristiana imprenditori dirigenti
L'Unione cristiana imprenditori e dirigenti, in acronimo UCID, è un'associazione privata di fedeli di religione cristiana cattolica, senza fini di lucro ed apartitica, costituita il 31 gennaio 1947.

## Finalità
L'UCID si propone di promuovere:
- la conoscenza, la diffusione e la testimonianza della dottrina sociale cristiana;
- la formazione spirituale dei suoi iscritti e lo sviluppo di un'alta moralità professionale alla luce della morale cattolica;
- lo studio e l'attuazione di iniziative volte a ispirare l'attività delle imprese ai principi della Dottrina sociale della Chiesa e ad assicurare un'efficace collaborazione fra i soggetti dell'impresa ponendo la persona al centro dell'attività economica;
- la collaborazione con le iniziative e le attività della Conferenza Episcopale Italiana e degli altri movimenti ecclesiali;
- le relazioni a livello nazionale e internazionale, specie nell'ambito dell'Unione europea, con enti, organizzazioni e istituzioni similari per l'attuazione degli scopi statutari.

## Storia
Nasce sulle macerie del secondo dopoguerra all'interno del movimento di opere e idee che caratterizza i cattolici (e non solo), impegnati in politica e nella società civile, nella ricostruzione morale e civile dell'Italia.
Era stata preceduta dalla iniziativa lombarda il Gruppo Lombardo Dirigenti di Impresa Cattolici che vedeva tra gli esponenti di spicco Enrico Falck, Eugenio Radice Fossati, Vittorio Olcese  a cui davano il loro contributo anche imprenditori di altre regioni come il ligure Giacomo Costa e il piemontese Filiberto Guala che si ispiravano espressamente al codice di Camaldoli.
Dietro gli auspici e la benedizione del Pontefice Pio XII, veri ispiratori e vivaci sostenitori della nascita di questa associazione sono stati il card. Giuseppe Siri ed il card. Alfredo Ildefonso Schuster, che promossero la nascita delle prime due sezioni di Milano e di Torino. Il primo presidente, dopo una breve parentesi di Achille Olcese, fu l'industriale laniero Lorenzo Valerio Bona, divenuto poi presidente onorario e direttore della rivista "Operare", affiancato dal segretario Vittorio Vaccari, a sua volta divenuto presidente negli anni '70.

## Presenza territoriale
L'UCID aderisce all'UNIAPAC – Union internationale des associations patronales chrétiennes, ed è una struttura federale presente capillarmente su tutto il territorio nazionale, con una organizzazione basata su gruppi regionali e su sezioni territoriali, alle quali viene garantita la relativa autonomia nel rispetto delle finalità e delle linee guida territoriali.
A questo si aggiungono alcuni gruppi di lavoro per l'approfondimento di alcune tematiche specifiche:
- Lavoro come dono  (alla base delle Giornate itineranti in ricordo di papa Wojtyla)
- La responsabilità imprenditoriale per il bene comune (alla base della nascita del Centro cardinale Giuseppe Siri di Genova)
- L'internazionalizzazione responsabile per il bene comune
- Il microcredito e la microfinanza

## Mezzi di comunicazione
L'UCID è promotrice di una collana editoriale  (Imprenditori Cristiani per il Bene Comune) presso la Libreria Editrice Vaticana (LEV) nella quale vengono pubblicati i principali approfondimenti e riflessioni.
Organi di informazione e di comunicazione dell'associazione sono:
- “UCID Letter”
- “Etica delle Professioni”
- Coscienza Imprenditoriale.

## Organi nazionali
| Presidente                                       |  | Gian Luca Galletti        |
| Consulente ecclesiastico nazionale               |  | Don Antonio Mastantuono   |
| Past president                                   |  | Giancarlo Abete           |
| Past president                                   |  | Riccardo Ghidella         |
| Vice presidente Vicario                          |  | Davide Viziano            |
| Vice presidente                                  |  | Stefania Brancaccio       |
| Vice presidente                                  |  | Marcello Carli            |
| Vice presidente                                  |  | Stelvio Lorenzetti        |
| Vice presidente                                  |  | Riccardo Pedrizzi         |
| Segretario generale                              |  | Cristina Maldifassi       |
| Vice segretario / Tesoriere                      |  | Carlo Grassetti           |
| Vice segretario delegato rapporti UNIAPAC        |  | Giovanni Facchini Martini |
| Presidente Movimento Giovani                     |  | Benedetto Delle Site      |
| Presidente Commissione Economia e Capitale Umano |  | Giuseppe Fischetti        |
| Presidente Commissione Sanità                    |  | Luigi Gentile             |
| Presidente Commissione Cultura                   |  | Massimiliano Maniscalco   |
| Presidente Commissione Statuti                   |  | Enrico Montanari          |